# Милос (вулкан)
Милос — вулкан в Греции на Южных Эгейских островах. Находится в восточной части одноимённого острова, который входит в архипелаг Кикладских островов. Высота 751 м. Анализ вулканических пород показал, что деятельность вулкана началась ещё в плейстоцене, в начале преимущественно были андезитово-базальтовые извержения, впоследствии риолитовые. Вулкан был активен в первые века нашей эры. В этот период под воду ушла римская гавань и городское поселение, которые были уничтожены селевыми потоками. В настоящее время у вулкана заметна слабая фумарольная и сульфатная активность. В основном активность происходит под водой, на поверхности вблизи вулкана имеются горячие источники.